# Cryptocarya idenburgensis
Cryptocarya idenburgensis är en lagerväxtart som beskrevs av C. K. Allen. Cryptocarya idenburgensis ingår i släktet Cryptocarya och familjen lagerväxter. Inga underarter finns listade i Catalogue of Life.